# Ричмонд-Бридж (Тасмания)
Ри́чмонд-Бридж или Ри́чмондский мост (англ. Richmond Bridge) — исторический мост на юго-востоке острова Тасмания (Австралия), пересекающий реку Кол (Coal River) и находящийся в небольшом городе Ричмонд, расположенном примерно в 26 км северо-восточнее Хобарта. 
Ричмондский мост считается самым старым из до сих пор используемых мостов Австралии. Он был включён в список объектов Национального наследия Австралии (Australian National Heritage List) 25 ноября 2005 года.

## История

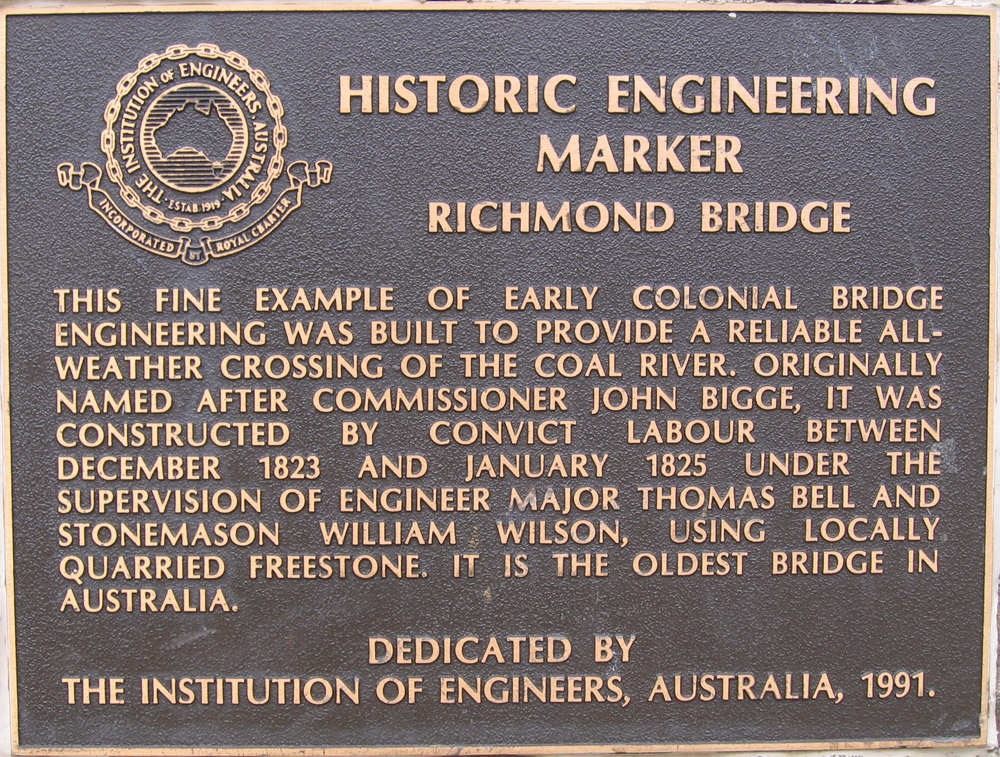
Памятная табличка на Ричмондском мосту

В 1820 году Королевский уполномоченный (англ. Royal Commissioner) Джон Томас Бигге отметил необходимость постройки моста через реку Кол. Считается, что проект моста был создан Томасом Беллом (Thomas Bell), который также руководил постройкой моста. 
Первый камень в основание моста был заложен 11 декабря 1823 года. В 1824 году также началось строительство центральной части города Ричмонд. Строительство моста, которое проводилось с использованием труда заключённых, было завершено к концу 1824 года, и движение по мосту было открыто 1 января 1825 года. Изначально мост был известен под названием «мост Бигге» (англ. Bigges Bridge).
За время существования моста на нём произошло несколько серьёзных аварий, приводивших к частичному разрушению ограждения моста. В 1977 году на мосту было введено ограничение скорости в 30 км/ч, а в 1985 году — ограничение по массе в 25 тонн.

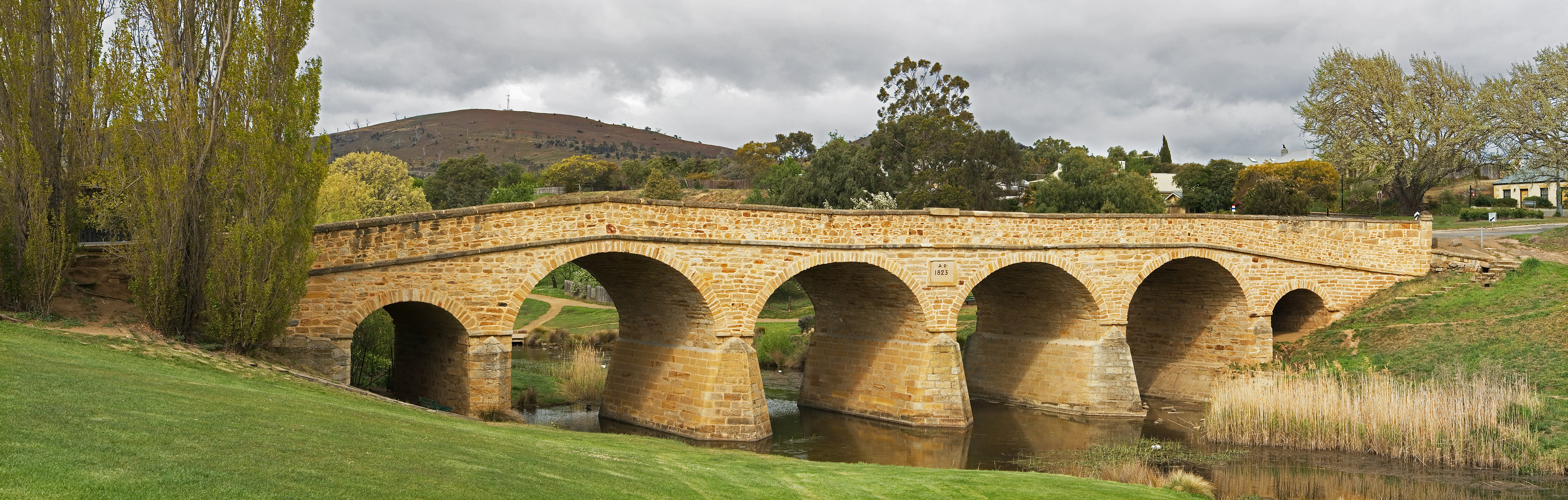
Панорама Ричмондского моста